# Henrik I av Brandenburg
Henrik I av Brandenburg, kallad Henrik "utan land", född 21 mars 1256, död 14 februari 1318, var från 1294 medregerande markgreve av Brandenburg-Stendal och Landsberg.

## Biografi
Henrik I var son till markgreve Johan I av Brandenburg-Stendal och Jutta av Sachsen, dotter till Albrekt I av Sachsen. Han tillhörde därigenom den johannitiska linjen av huset Askanien. Då han var en generation yngre än sina äldre halvbröder Johan II, Otto IV och Konrad I av Brandenburg, sköttes regeringen av Brandenburg av bröderna. Först 1294 deltog han i regeringen av landet och erhöll Delitzsch i markgrevskapet Landsberg, som vid denna tid köpts av Brandenburg från markgreve Albrekt II av Meissen. Henrik hamnade i flera konflikter med grannfurstarna och lystes i bann av ärkebiskopen av Magdeburg, Burchard II av Blankenburg. 1311 tvingades han avträda Pfalzgrevskapet Sachsen till hertigdömet Sachsen och förlorade även en strid med Diezmann av Lausitz.
Henrik I föreslogs av sin brorson Valdemar av Brandenburg som ny tysk kung efter Henrik VII:s död 1313. Henrik tros dock själv ha valt att avstå nomineringen, då han skriftligen lovade sin röst åt habsburgarna Fredrik III av Österrike eller hans bror Leopold I. Vid kungavalet valde han dock Ludvig IV av huset Wittelsbach.
Henrik I avled 1318.

## Familj
Henrik var gift med Agnes av Bayern (död 1345), dotter till hertig Ludvig II av Bayern och änka till lantgreve Henrik II av Hessen. Paret fick följande barn:
- Henrik II (omkr. 1308 - 1320), markgreve av Brandenburg.
- Sofia (1300–1356), gift med hertig Magnus I av Braunschweig-Wolfenbüttel
- Judit, gift 1318 med furst Henrik II av Braunschweig-Grubenhagen
- Margareta (omkr. 1301 - 1347), abbedissa i S:ta Klaraklostret i Weissenfels.